# Motörizer
Motörizer es el decimonoveno álbum de estudio de la banda británica de rock Motörhead. Fue publicado el 26 de agosto de 2008.

## Portada del disco
La portada del disco fue revelada en la página principal del sitio web de la banda, el 11 de junio de 2008.
El trabajo artístico de la portada es de Mark De Vito y cuenta con un Escudo de armas que representa a los integrantes de la banda.
El escudo está dividido en cuartos, en tres de los cuales aparecen los escudos de armas de las naciones de origen de los miembros de la banda, estos son : Los tres Leones pertenecientes al escudo de Inglaterra (Lemmy Kilmister), El Dragón Rojo de Gales (Phil Campbell) y las Tres Coronas del Reino de Suecia (Mikkey Dee).El cuarto restante cuenta con el Logo de la banda, The War Pig Snaggletooth.

## Lista de canciones
1. "Runaround Man" – 2:57
2. "Teach You How to Sing the Blues" – 3:03
3. "When the Eagle Screams" – 3:44
4. "Rock Out" – 2:08
5. "One Short Life" – 4:05
6. "Buried Alive" – 3:12
7. "English Rose" – 3:37
8. "Back on the Chain" – 3:24
9. "Heroes" – 4:59
10. "Time Is Right" – 3:14
11. "The Thousand Names of God" – 4:33

## Personal
- Ian "Lemmy" Kilmister - bajo, voz
- Phil Campbell - guitarra
- Mikkey Dee - batería